# Тычкино (Баганский район)
Ты́чкино — село в Баганском районе Новосибирской области. Входит в состав Баганского сельсовета.

## География
Площадь села — 42 гектара.

## Население
| 1976 | 1995 | 2002 | 2007 | 2010 |
| ---- | ---- | ---- | ---- | ---- |
| 273  | ↗346 | ↘304 | ↘281 | ↗295 |

## Инфраструктура
В селе по данным на 2006 год функционируют 1 учреждение здравоохранения, 1 образовательное учреждение.